# Thaddäus Conrad
Thaddäus Conrad (* 13. April 1826 in Neurode, Kreis Neurode, Provinz Schlesien; † 15. Juni 1895 in Buchwald bei Liebau, Landkreis Landeshut i. Schles.) war Gutsbesitzer und Mitglied des Deutschen Reichstags.

## Leben
Conrad war Gutsbesitzer in Liebau und von 1879 bis 1895 Mitglied des Preußischen Abgeordnetenhauses.
Von 1893 bis zu seinem Tode 1895 war er Mitglied des Deutschen Reichstags für den Wahlkreis Regierungsbezirk Oppeln 7 (Pleß, Rybnik) und die Deutsche Zentrumspartei.